# (1238) Predappia
(1238) Predappia – planetoida z pasa głównego asteroid okrążająca Słońce w ciągu 4 lat i 131 dni w średniej odległości 2,67 au. Została odkryta 4 lutego 1932 roku w obserwatorium w Pino Torinese przez Luigiego Voltę. Nazwa planetoidy pochodzi od Predappio, miejscowości we Włoszech, gdzie urodził się Benito Mussolini. Przed nadaniem nazwy planetoida nosiła oznaczenie tymczasowe (1238) 1932 CA.